# 艾力克斯·班德
艾力克斯·班德（英語：Alex Band，1981年6月8日—，原名亞歷山大·馬克斯·班德）是美國加州著名的歌手及音樂人。在2000至2005年期間是樂隊呼叫樂團的主唱，樂團解散後以個人身份繼續音樂旅程。現居於洛杉磯。

## 生平

### 家庭背景
艾力克斯·班德出生於加利福尼亞州洛杉磯，家族的故鄉在意大利，母親是Meda Band，而父親查爾斯·班德是一家恐怖電影公司的老闆兼導演。
班德在很小的時候父母離異，其後父親再婚，陪伴班德成長的是兩個哥哥和一個妹妹，而班德的母親移居德國後再婚。他在單曲 "Could It Be Any Harder" 中透露了自己對於母親離開的感情。
還是小孩的班德會在父親的電影中露面，大約在8歲時開始練習吉他，長大後開始找朋友組樂隊，包括後來The Calling的樂團伙伴Aaron Kamin，班德的曲風受到邦·喬飛、U2等的影響。14歲時他在手腕紋了 "kokopelli" 字樣的刺青。

### 樂團時期
15歲的 Alex 與 RCA 唱片公司簽約，並正式將自己的樂團改名為呼叫樂團。Alex 並在中學輟學，改為完成家庭教育文憑。
呼叫樂團於2001年發售的首張單曲 "Wherever You Will Go" 很快便取得成功，登上銷量榜的前列並取得白金銷量，其後推出的單曲及轉專輯都得到非常好的成績。首張專輯的名字Camino Palmero是伴著兒時的 Alex 長大的一條街道名稱。在2003年 Alex 與著名結他手 Santana 合作 Why Don't You & I 一曲並獲得好評。
樂隊於2004年發售的第二張專輯TWO登上了 Billboard Top 200 的54位，總體成績不及上一張專輯，其後樂團由於成績下滑和人事問題，於2005年舉行最後一場表演後宣佈暫休。
呼叫樂團所有的單曲及專輯全球銷量超過了8百萬。

### 個人時期
呼叫樂團解散後，Alex 開始個人發展並和 Geffen Records簽約 ，本來 Alex 的個人專輯於2007發售，但卻多次被推遲發售，至2008年 Alex 不滿專輯遲遲未能發售決定離開 Geffen Records，並自組新公司。
於2008年 Alex 在自己的網頁上宣佈成立 AMB Records，並在4月25日推出了包括5首新歌的同名EP，主打歌"Only one"，在此之前Alex 有數首單曲並未收錄，例如"Coming Home"等。該EP主要透過官方網站銷量。至於全新的專輯暫定於2010年發售，一些單曲"Tonight"，"Please"等則在官方 myspace 中亮相。
其後 Alex 在美國各地繼續演出，在2008年6~7月期間在巴西作出巡迴表演及上電視和電台等。
單飛時期的 Alex 十分熱心於公益活動( 當中部份原因是因為妻子所患的疾病 )，曾兩次出席 "Donate Life America" 音樂會，還有替其他慈善團體作慈善表演。

### 私生活
Alex 在2004年7月25日與 Jennifer Sky 結婚，在2009年離婚。

## 發行唱片
呼叫樂團
- Camino Palmero (2001)
- TWO (2004)

個人
- Alex Band EP (2008)
- We've All Been There (2010)
- After The Storm (2012)

## 外部連結
- Official website （页面存档备份，存于）
- US Streetteam